# James D. Norris
Pour les articles homonymes, voir James Norris et Norris.
Temple de la renommée : 1962
James Dougan Norris (né le 6 novembre 1906 à Chicago aux États-Unis - mort le 25 février 1966) est un dirigeant américain hockey sur glace.

## Biographie
En compagnie de Arthur Wirtz, Norris prend la succession de son père James Norris à la tête des Black Hawks de Chicago à la mort de celui-ci en 1952. Une des premières actions d'envergure de la nouvelle direction des Black Hawks est d'engager Tommy Ivan, entraîneur et directeur général de Détroit comme nouveau directeur de la franchise en juillet 1954. Celui-ci reconstruit l'équipe et il fait engager Bobby Hull, Stan Mikita ou encore Pierre Pilote. Sous la direction de Norris, les Black Hawks remportent la Coupe Stanley en 1961. Il est intronisé au temple de la renommée du hockey en 1962 et meurt d'une attaque cardiaque en 1966.